# No Greater Love (2010)
No Greater Love is een Amerikaanse christelijke film uit 2010 onder regie van Brad J. Silverman, die mee het scenario schreef. De hoofdrollen worden vertolkt door Anthony Tyler Quinn, Danielle Bisutti en Jay Underwood.

## Verhaal
Jeff en Heather waren beste vrienden sinds hun jeugd, verliefd op de middelbare school en getrouwd op hun 22e. Ze waren onafscheidelijke zielsverwanten, totdat Heather Jeff in de steek liet en hij hun zoontje alleen moest opvoeden. Tien jaar later, na een goddelijke tussenkomst, ontmoeten ze elkaar weer en worstelen ze met vergeving en verzoening.

## Rolverdeling
| Acteur              | Personage      |
| ------------------- | -------------- |
| Anthony Tyler Quinn | Jeff Baker     |
| Danielle Bisutti    | Heather Stroud |
| Jay Underwood       | Dave           |
| Aaron Sanders       | Ethan Baker    |
| Alexis Boozer       | Katie Saunders |

## Release
De film kwam niet in de bioscoopzalen maar werd in januari 2010 uitgebracht op dvd door Lionsgate.